# Shahrestān-e Galūgāh
Shahrestān-e Galūgāh (persiska: شهرستان گلوگاه, گلوگاه) är en delprovins (shahrestan) i Iran.   Den ligger i provinsen Mazandaran, i den norra delen av landet, 250 km nordost om huvudstaden Teheran.
Delprovinsen hade 40 078 invånare 2016.